# Volos NFC
Volos NFC (Grieks: Π.Α.Ε. Νέος Ποδοσφαιρικός Σύλλογος Βόλου) is een Griekse voetbalclub uit Magnesia, Volos.
De club werd in 2017 vanuit het stadsbestuur opgericht toen fusiebesprekingen tussen de kwakkelende clubs uit Volos, Niki Volos en Olympiakos Volos, mislukten. Hiervoor werd de club MAS Pydna Kitrous (opgericht in 1977 en afkomstig uit Kitros, Piera) opgekocht voor de licentie in de Gamma Ethniki. Vólos Néos Podosfairikós Sýllogos (Nederlandse vertaling: Volos Nieuwe Voetbal Club) promoveerde in het seizoen 2017/18 direct naar de Football League. In het seizoen 2018/19 werd Volos NFC daar kampioen en komt daardoor in het seizoen 2019/20 voor het eerst uit in de Super League. In het seizoen van 2022/23 wist de club voor het eerst deel te nemen aan de kampioenspoule. Echter werd hier maar één keer gelijk gespeeld, de rest van de wedstrijden ging verloren.

## Eindstanden
| 1 |

| 1 |

| 11 |

| 7 |

| 10 |

| 6 |

| 12 |

| 11 |

| Super League | Super League 2 | Gamma Ethniki |

Tot 2006 stond de hoogste divisie bekend als Alpha Ethniki. Het 2e niveau staat sinds 2010 bekend als Football League en sinds 2019 als Super League 2.  Het 3e niveau kende  van 2019-2021  de naam Football League.
AEK Athene ·
Aris Saloniki · 
Asteras Tripolis · 
Athens Kallithea · 
Atromitos · 
PAS Lamia · 
Levadiakos · 
OFI Kreta · 
Olympiakos Piraeus · 
Panathinaikos · 
Panetolikos · 
MGS Panserraikos ·
PAOK Saloniki · 
Volos